# Megachile colorata
Megachile colorata là một loài Hymenoptera trong họ Megachilidae. Loài này được Fox mô tả khoa học năm 1896.